# 胜利者式轰炸机

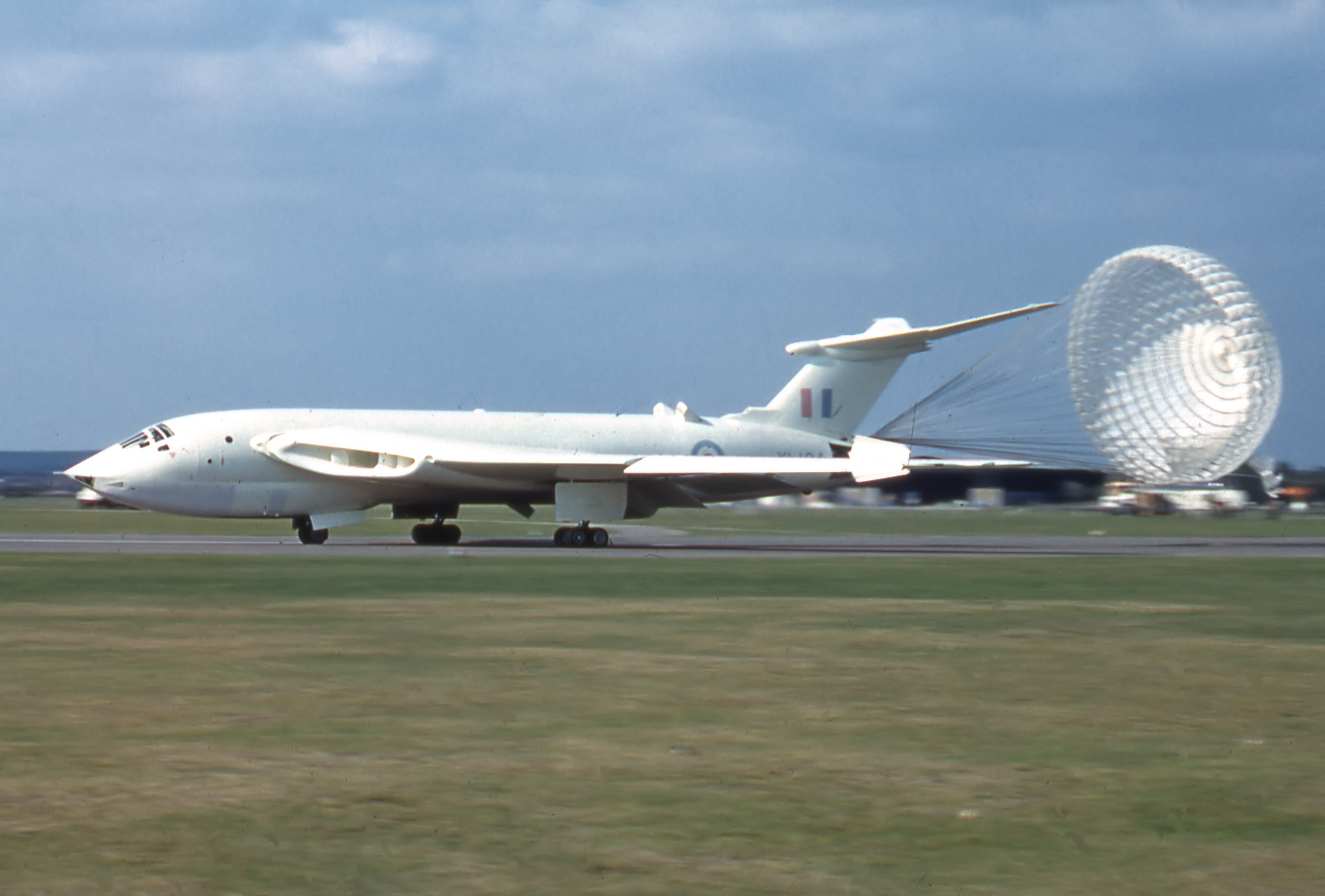
減速傘

汉德利·佩季公司的胜利者式轰炸机（英語：Handley Page Victor）是英国拥有的最后一种战略轰炸机，于冷战结束后退役。它是3V轟炸機系列最後服役的型號，也是英國皇家空軍最後所使用的空中戰略核武威懾載臺。

## 研發
開發勝利者式轟炸機的動力和第二次世界大戰結束後緊接面臨的核能武器競賽直接有關，雖然英國在二戰期間有部分配合曼哈頓計劃，也略知核武知識；但美國在原子能法（1946年版）禁止輸出一切與核能相關的資料，英國在1947年1月起獨自進行核武器開發。英國皇家空軍參謀部為了核武運用提出了OR.1001作戰需求，對將開發的自由落體核彈規格提出概要，OR.1001設定的武器長不超過7.37公尺、直徑不超過1.5公尺、總重量不超過1萬磅（4540公斤），投擲釋放高度約為6,100公尺至15,000公尺間。在此同時空軍另外起草一份代號為OR.229的需求書，取代現役以活塞發動機作為動力的戰略轟炸機。OR.229需要一種中程轟炸機，可攜帶1萬磅級武器時投射距離可達2,800公里（1,500海里）、飛行高度在11,000公尺至15,000公尺間、巡航速度時速930公里（500節），最大滿載重量不超過10萬磅（45公噸）、自陸上基地起飛的轟炸機。該需求並未對轟炸機自衛武裝提出要求，而是希望藉由飛機本身的速度及高度去擺脫可能的威脅。

## 武装

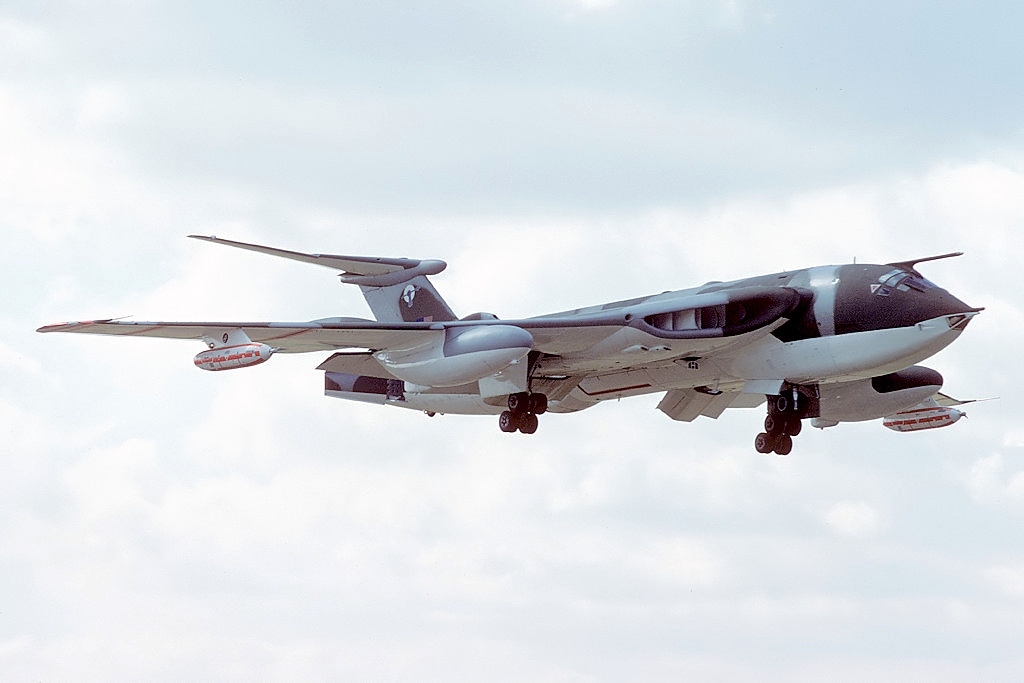
1979年海洋迷彩

為了要容納單枚一萬磅級重量的核彈，勝利式轟炸機彈艙容積要較火神式及勇士式要來得更大；大型彈艙也提供了更好的傳統武器酬載能力與特殊彈藥搭載彈性，比如說單枚即重達10公噸的大满贯炸弹或两枚5.5吨的高脚柜式地震炸弹。即使是一般鐵殼炸彈也可搭載
45枚1000磅級炸彈。或32枚两千磅水雷，还有人提议给它挂两个炸弹籃，可多装12个千磅炸弹。
B.2型是使用战区外攻击核导弹的导弹载机动，如射程240公里的蓝钢导弹。本来打算用美国的天閃空射彈道飛彈，但是該型武器研製停止。它可以实现在飞行中输入导弹目标方位，B.2如需要可以在30小时内转换回常规炸弹载机。

## 操作历史

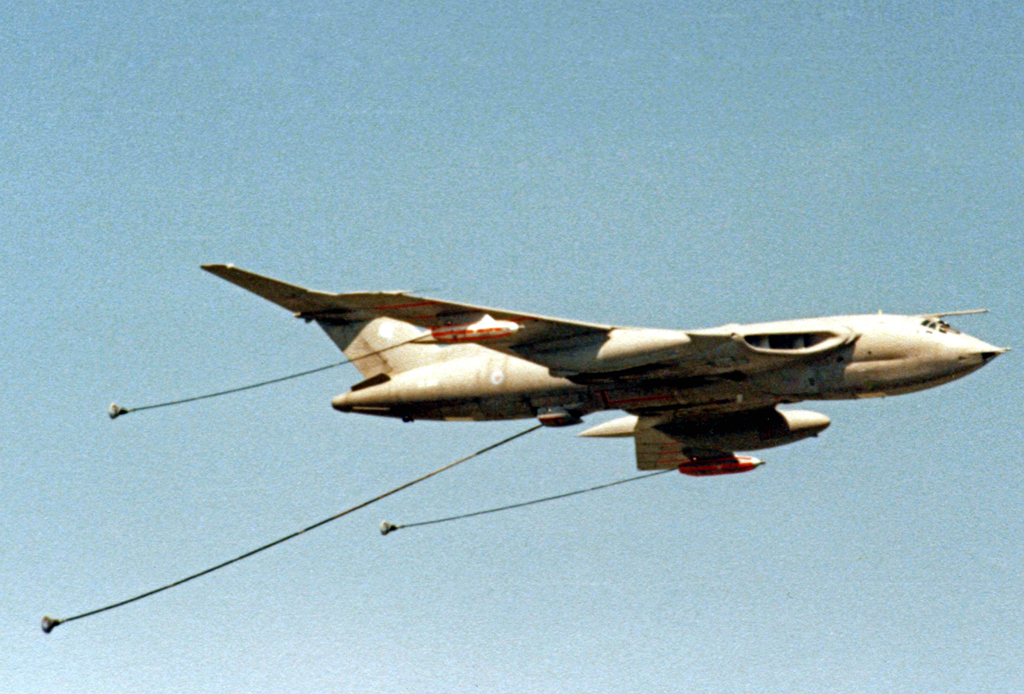
兼具空中加油機能力

在1957年前交付的都是B.1型，负责接收的是沃里克郡的皇家空军232成军转换单位。第一个建立的中队是第十中队，58年4月在Cottesmore基地成立。第二个是第15中队，当年年底成立。四架装着黄色阿斯托式侦察雷达和其他被动传感器的的胜利式组成了一支秘密部队，即Wyton基地的雷达侦测飞行队。接下来扩建的部队还有1959年三月成立的57中队，1960年10月成立的55中队。在它的巅峰时期时皇家空军轰炸指挥部属下有六个中队。1982年在福克兰战争中，兩架火神式轟炸機靠多架勝利式轟炸機提供空中加油後长途轰炸了阿军机场。

## 规格参数 (胜利者式轰炸机”B.1型)
参考资料：Handley Page Aircraft since 1907
基本信息
- 机组：5

性能
武器

- Up to 35 × 1,000 lb (450 kg) bombs or
- 1× Yellow Sun free-fall nuclear bomb